# Post Traumatic EP
Post Traumatic EP é o primeiro extended play (EP) do cantor e compositor americano Mike Shinoda. Foi lançado em 25 de janeiro de 2018 através da Machine Shop e da Warner Bros.
O EP possui três canções, todas compostas e produzidas pelo próprio Shinoda. Essas canções estão incluídas no futuro álbum Post Traumatic. É o primeiro trabalho solo de Shinoda, sem ser com o seu projeto paralelo Fort Minor e com o Linkin Park.

## Contexto
O EP contém três músicas que falam sobre os últimos seis meses de Shinoda após a morte de Chester Bennington, seu colega no Linkin Park. As três faixas, todas acompanhadas com os seus videoclipes, foram inteiramente compostas e tocadas pelo próprio Shinoda, como explicou na apresentação do EP:
| “ | Os últimos seis meses tem sido uma montanha russa. No meio do caos, eu comecei a sentir uma intensa gratidão - pelos seus tributos e mensagens de apoio, pela carreira que vocês me permitiram ter, e pela simples oportunidade de criar. Hoje, estou compartilhando três músicas que eu compus e produzi, com visuais que eu filmei, pintei e editei sozinho. Em seu núcleo, o sofrimento é uma experiência pessoal e íntima. Assim sendo, isso não é Linkin Park e nem Fort Minor, é apenas eu. A arte sempre tem sido o lugar que eu vou quando eu preciso resolver a complexidade e confusão do caminho a frente. Eu não sei onde esse caminho vai, mas estou grato por poder compartilhar com vocês. | ” |

## Promoção
Em fevereiro de 2018, Shinoda anunciou que está se preparando para embarcar em uma turnê para promover o EP. Os shows confirmados até agora acontecerá no Summer Sonic Festival no Japão nos dias 18 e 19 de agosto de 2018. Os fãs do Linkin Park em todo o mundo começaram a fazer petições para que Shinoda se apresentasse em outros países. Os pedidos podem serem feitos através de uma plataforma chamada "Queremos", no qual mais tarde, o próprio Mike sugeriu a utilização dessa plataforma.

## Faixas
Todas as faixas escritas e compostas por Mike Shinoda. 
| Download digital |                      |         |  |
| N.º              | Título               | Duração |  |
| 1.               | "Place to Start"     | 2:13    |  |
| 2.               | "Over Again"         | 3:50    |  |
| 3.               | "Watching As I Fall" | 3:31    |  |

## Pessoal
Créditos adaptados através do Tidal.
- Mike Shinoda - vocais, composição, arte, produção, mixagem em "Place to Start"
- Rob Bourdon - percussão em "Place to Start"
- Manny Marroquin - mixagem em "Over Again" e "Watching As I Fall"
- Michelle Mancini - masterização de áudio